# Șieu (Maramureș)
Șieu (Sajó en hongrois) est une commune roumaine du județ de Maramureș, dans la région historique de Transylvanie et dans la région de développement du Nord-Ouest.

## Géographie
La commune de Șieu est située dans le nord-est du județ, dans la vallée de l'Iza, à 40 km de Sighetu Marmației, la capitale historique de la Marmatie et à 90 km de Baia Mare, la préfecture du județ.
La commune se compose du seul village de Șieu qui s'est séparé de la commune de Rozavlea en 2004.

## Histoire
La commune a fait partie du Comitat de Maramures dans le Royaume de Hongrie jusqu'en 1920, au Traité de Trianon où elle est attribuée à la Roumanie avec toute la Transylvanie.

## Démographie
En 1910, le village comptait 1 295 Roumains (73,1 % de la population), 19 Hongrois (1,1 %) et 445 Allemands (25,1 %).
En 1930, les autorités recensaient 1 412 Roumains (81,3 %) ainsi qu'une importante communauté juive de 324 personnes (18,7 %) qui fut exterminée par les Nazis durant la Seconde Guerre mondiale.
En 2002, le village comptait 2 506 Roumains (99,7 %).
| 1880  | 1900  | 1910  | 1930  | 1956  | 1977  | 1992  | 2002  | 2007  |
| ----- | ----- | ----- | ----- | ----- | ----- | ----- | ----- | ----- |
| 1 022 | 1 437 | 1 771 | 1 737 | 2 125 | 2 399 | 2 577 | 2 513 | 2 575 |

## Lieux et monuments
- Église en bois du XVIIe siècle.